# Goran Grgić

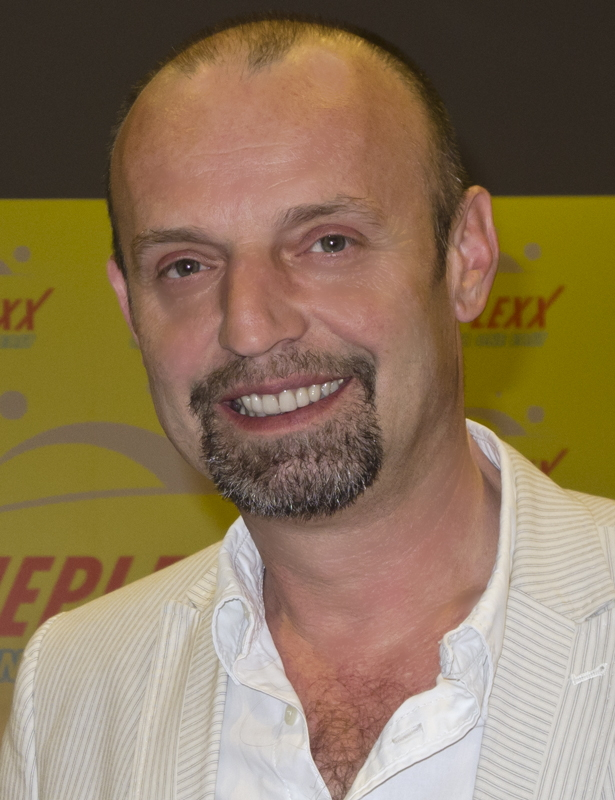
Goran Grgić (2012)

Goran Grgić (* 17. November 1965 in Osijek, SFR Jugoslawien) ist ein kroatischer Schauspieler.

## Leben
Goran Grgić schloss 1990 sein Schauspielstudium an der Universität Zagreb ab. Anschließend fand er ein Engagement am Theater Gavella in Zagreb. Seit 2002 ist er Ensemblemitglied des Kroatischen Nationaltheaters in Zagreb. Sein Filmdebüt gab er in dem 1991 erschienenen und von Zrinko Ogresta inszenierten Drama Krhotine. Im deutschsprachigen Raum sah man ihn in kleineren Nebenrollen in dem Hollywood-Actionthriller Im Fadenkreuz – Allein gegen alle und zuletzt in der Fernsehkomödie Rat mal, wer zur Hochzeit kommt.

## Filmografie (Auswahl)
- 1991: Krhotine
- 2001: Himmelskörper (Nebo sateliti)
- 2001: Im Fadenkreuz – Allein gegen alle (Behind Enemy Lines)
- 2002: Gott bewahre (Ne dao Bog veceg zla)
- 2012: Rat mal, wer zur Hochzeit kommt
- 2014: Unterwegs mit Elsa
- 2019: Der Club der singenden Metzger
- 2023: Bosnischer Topf (Bosanski Lonac)